# Ростр
Ростр (лат. rostrum; греч. ἔμβολον [эмболон] «клюв, выдающаяся часть; нос корабля») — таран с металлическим (бронза, железо) наконечником в носовой части военного корабля времён Древнего Рима, обычно в форме стилизованного трезубца. Располагался ниже ватерлинии и применялся для создания пробоин в корпусе корабля противника.
Наряду с основным тараном несколько выше ватерлинии на крупных кораблях имелся малый таран — проэмболон. Обычно он имел форму бараньей, свиной или крокодильей головы и был расположен над основным тараном. Служил в качестве ограничителя для предотвращения излишнего углубления основного тарана в корпус атакуемого корабля, так как это сильно затруднило бы его извлечение и могло стать причиной гибели корабля нападающих вместе с их жертвой.
Над рострами обычно располагался судовой гальюн (туалет), а также сток из корабельной канализации. Поскольку корабли были парусными и ходили в основном «по ветру», то запахи уносило ветром вперед. Если бы гальюн был расположен в кормовой части, дующий «в спину» ветер разносил бы зловоние по всему судну. Впрочем, античные корабли были скорее гребными, чем парусными, и на изображающих их иллюстрациях вполне можно видеть и членов экипажа, справляющих нужду с кормовой оконечности судна.
Рострами, снятыми с захваченных римлянами кораблей, была украшена Ростра — ораторская трибуна на римском форуме, послужившая прообразом архитектурной формы ростральной колонны, в частности — Ростральных колонн в Санкт-Петербурге. Постамент памятника Петру Первому на Москве-реке скульптора Зураба Церетели также украшен рострами. Однако, вопреки традиции изображать ростры трофейных вражеских кораблей, каждый из ростров в постаменте памятника Петру Первому увенчан Андреевским флагом, как если бы Пётр воевал против собственного флота.
В русском языке следует различать понятия «ростр» (нос-таран корабля), «Ростра» (ораторская трибуна в Риме) и ростры (ряд бимсов, между рубкой и стойками по борту судна).